# Comunes urbanos
La expresión comunes urbanos se usa para hablar de organización y gestión de espacios urbanos comunes (autogestión, gestión compartida Estado-ciudadanía), de las comunidades tradicionales de producción y cuidados y de las emergentes de conocimiento y socialización (laboratorios ciudadanos, hacklabs).
“Si consideramos lo urbano como el conjunto de la ciudad, una estructura física construida (los edificios, las calles, las infraestructuras) y la vida social de sus ciudadanos (organización, interacción, producción cultural, etc.), podríamos localizar los comunes urbanos en una franja intermedia de esta amalgama, a medio camino entre lo material y lo inmaterial”.

## Contexto Histórico

### Origen de los términos común, commons, procomún
La capacidad de proveer de recursos esenciales para la vida (comida, cobijo, leña etc.) de manera colectiva, a través de recursos gestionados en común, se define en inglés como commons, un término relacionado con conceptos legales, económicos y políticos – common law, commons good, Commonwealth. Sin embargo, la multiplicidad de sentidos contenidos en el término commons puede llevar a confusiones sobre la idea a la que se refiere: si a un bien común concreto, a un recurso determinado, a la idea de estar en común o la comunidad que se relaciona con dicho discurso y los modos de gestión del mismo.
Según Ariel Vercelli, a lo largo de la historia también se han utilizado diferentes conceptos para describir los bienes que tienen un carácter común y pertenecen a todos los integrantes de una comunidad. Entre ellos, cita “propiedad común” - comunal o comunitaria -, usado por Buckles (2000)  y Rubinstein (2005), “recursos comunes” (Ostrom, 1990); (Dolsak y Ostrom, 2003),  procomún (neologismo derivado de provecho y común)  (Lafuente, 2007) o patrimonio común (UNESCO, 1972; Shiva, 1997). 
El común y el procomún, según estos autores, además de significar los bienes comunales naturales o construidos por los hombres (agua, recursos pesqueros, uso del suelo, parques, internet, etc.), también indica las prácticas de gestión en común de los recursos colectivos que permiten establecer principios de cooperación, intercambio y explotación, lejos del mercado y de la burocracia del Estado.
A partir de esta definición, el común atraviesa varios campos epistémicos, de la economía a la filosofía política, de la geografía humana/urbana a la cultura digital, y se constituye él mismo en una forma política de relacionarse y actuar. “Si el análisis de los comunes es de una relevancia vital hoy, es porque son entendidos como herramienta de organización política frente a la descomposición de las instituciones del estado del bienestar y a la privatización general de la vida”.

### Redescubrimiento de los comunes
La referencia histórica y legal más lejana que se conoce sobre los comunes es la Carta Magna firmada por el rey Juan I de Inglaterra, en 1215 y puesta en práctica en 1217 con la Carta del Bosque, que reglamentó el derecho de acceso a los bosques: los derechos de uso de los bienes están directamente relacionados con la capacidad de sostener la vida alrededor de ellos.
Desplazado por el auge del capitalismo y de la privatización, aunque algunas de sus prácticas vigentes en la Edad Media no hayan desaparecido, el común ha recuperado su importancia principalmente a partir del estudio de Elinor Ostrom, "El gobierno de los bienes comunes”, publicado originalmente en 1990 y que le valió, en 2009, el primer Nobel de Economía concedido a una mujer. En su trabajo empírico, ella y Oliver Williamson estudian la gestión colectiva de distintos Recursos de Uso Común (RUC), expresión que “alude a un sistema de recursos naturales o hechos por el hombre que es lo suficientemente grande para volver muy costoso (pero no imposible) excluir a destinatarios potenciales de los beneficios de su uso”. (Williamson y Ostrom, 1990, posición 1064) 
La pregunta central que condujo su investigación pretendía saber si una comunidad en situación de interdependencia podría organizarse y autogobernarse para sacar beneficios conjuntos constantes de sistemas de recursos – expresión que traduce en general áreas de pesca, cuencas subterráneas, áreas de pasto, canales de riego, puentes, estacionamientos, computadoras centrales, así como ríos, lagos, océanos y otros cuerpos de agua. En su caso, han sido investigados, entre otros, la organización de riego del Tribunal de las Aguas del Levante español, la gestión comunal de pastos en praderas y bosques en Torbel (Suiza) y en aldeas de Japón, la organización de los caladeros de pesca en Alanya (Turquía) y del Maine (Estados Unidos). 
Su estudio representó una respuesta directa al artículo “Tragedy of the commons”, de Garret Hardin, que rechazaba la posibilidad de cooperación y decía que los bienes administrados de manera colectiva acaban agotados por demasiada e irresponsable utilización, en una clara defensa de la privatización o de la gestión pública. Por el contrario, Ostron mostró que, a pesar de que todos se ven tentados a aprovecharse (free-ride), eludir responsabilidades o actuar de manera oportunista, “los individuos frecuentemente están dispuestos a renunciar a ganancias inmediatas, con el fin de ganar mayores beneficios comunes, cuando observan a muchos otros siguiendo la misma estrategia”. (Williamson y Ostrom, 1990, posición 1062).
Tras los estudios de Ostrom, nuevas o antiguas investigaciones y teorías sobre el común/procomún salieron a la luz, desbordando el ramo de la economía y de los comunes tradicionales para abarcar las ciencias del medio ambiente, la tecnología, la genética, el derecho, las infraestructuras urbanas y las relaciones sociales. 
Lo que hoy es llamado comunes urbanos está insertado en varios de estos campos de estudio, pero ha logrado principalmente destacar como referencia de las luchas por el derecho a la ciudad y cada vez más como guion en la busca por construir una sociedad involucrada en el cuidado de las personas. Con la crisis desencadenada por las políticas neoliberales, el rodillo de lo privado sobre los bienes públicos y colectivos y la creciente incapacidad del Estado en prestar los servicios que la sociedad necesita, especialmente a partir de los años 90 del siglo pasado, avanza el movimiento en torno a la idea de que la sociedad puede organizarse de forma comunitaria para luchar por y gestionar de forma sostenible lo que es su bien común.
Además de exigir el derecho al disfrute de lo que no es de nadie y de todos al mismo tiempo, las personas construyen relaciones de afecto y cuidados comunes, haciendo de los comunes urbanos un ecosistema en permanente proceso de construcción.
Según David Harvey, “lo común no es, por lo tanto, algo que existió una vez, hace mucho tiempo, y que hemos perdido desde entonces, si no algo que, como los comunes urbanos, está siendo producido continuamente. El problema es que está de igual manera continuamente siendo cercado y apropiado por el capital en forma de mercantilización y monetización”.

## Modelos de comunes urbanos
Gidwani y Baviskar (2010) consideran comunes urbanos desde los bienes conocidos como públicos más obvios, como el aire, el agua, los parques y espacios públicos, el transporte y las escuelas públicas y los sistemas sanitarios, hasta la basura, las calles y los mercadillos locales, que son creación popular. Ya Adolfo Estalella, Jara Rocha y Antonio Lafuente han argumentado que, en el caso español:
“El procomún aglutina iniciativas diversas de arquitectos interesados por lo urbano, productores culturales precarizados que persiguen la reorganización de la economía política y cultural del sector, hackers y tecnólogos que respiran el imaginario de la cultura libre, activistas que hacen también de la cultura libre su infraestructura material y fuente de inspiración” (Estalella, Rocha y Lafuente, 2013, p. 44).
Es necesario además añadir a estos tipos los movimientos en lucha por las viviendas, las asociaciones que empiezan a surgir entre el Estado y las comunidades de vecinos y movimientos sociales para la gestión de espacios públicos (plazas, parques, solares, centros sociales) que se convierten en nuevas prácticas de comunes urbanos. David Bollier, citando el reciente Reglamento de Bolonia para el cuidado y la regeneración de bienes comunes urbanos, indica que: 
“Este modelo de gobernanza post-burocrática invita activamente a los grupos ciudadanos a asumir la responsabilidad de los espacios urbanos y jardines, de los jardines para niños y ancianos… No es solo el gobierno en nombre de los ciudadanos, sino el gobierno con los ciudadanos. Se basa en la idea de ‘subsidiariedad horizontal: que todos los niveles de gobierno deben encontrar formas de compartir sus poderes y cooperar con ciudadanos solos o asociados que deseen ejercer su derecho constitucional de llevar a cabo actividades de interés general” (Boiller, 2016).

## Experiencias en España

### Plazas y Jardines

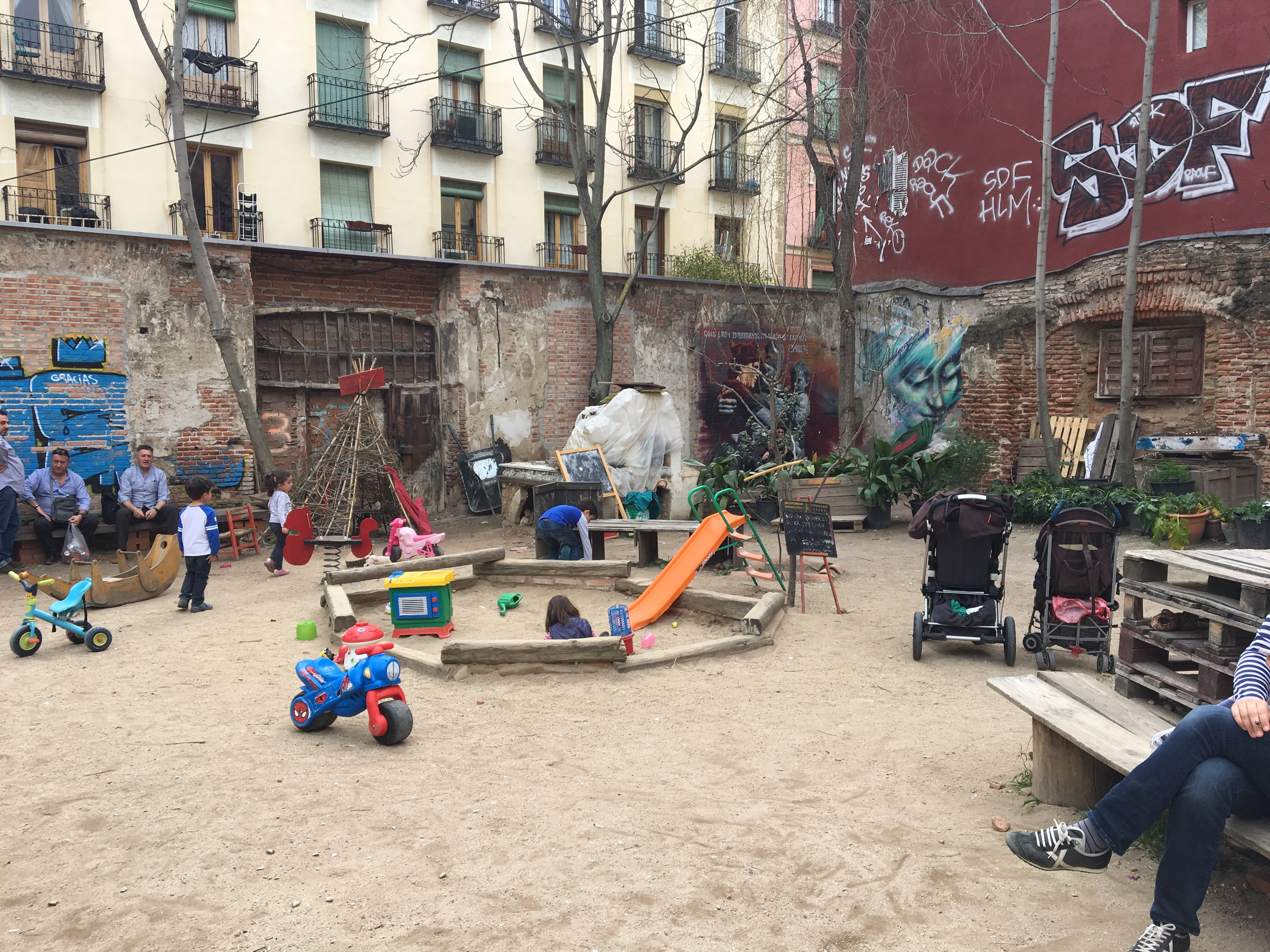
Espacio de los niños de Esta es una plaza

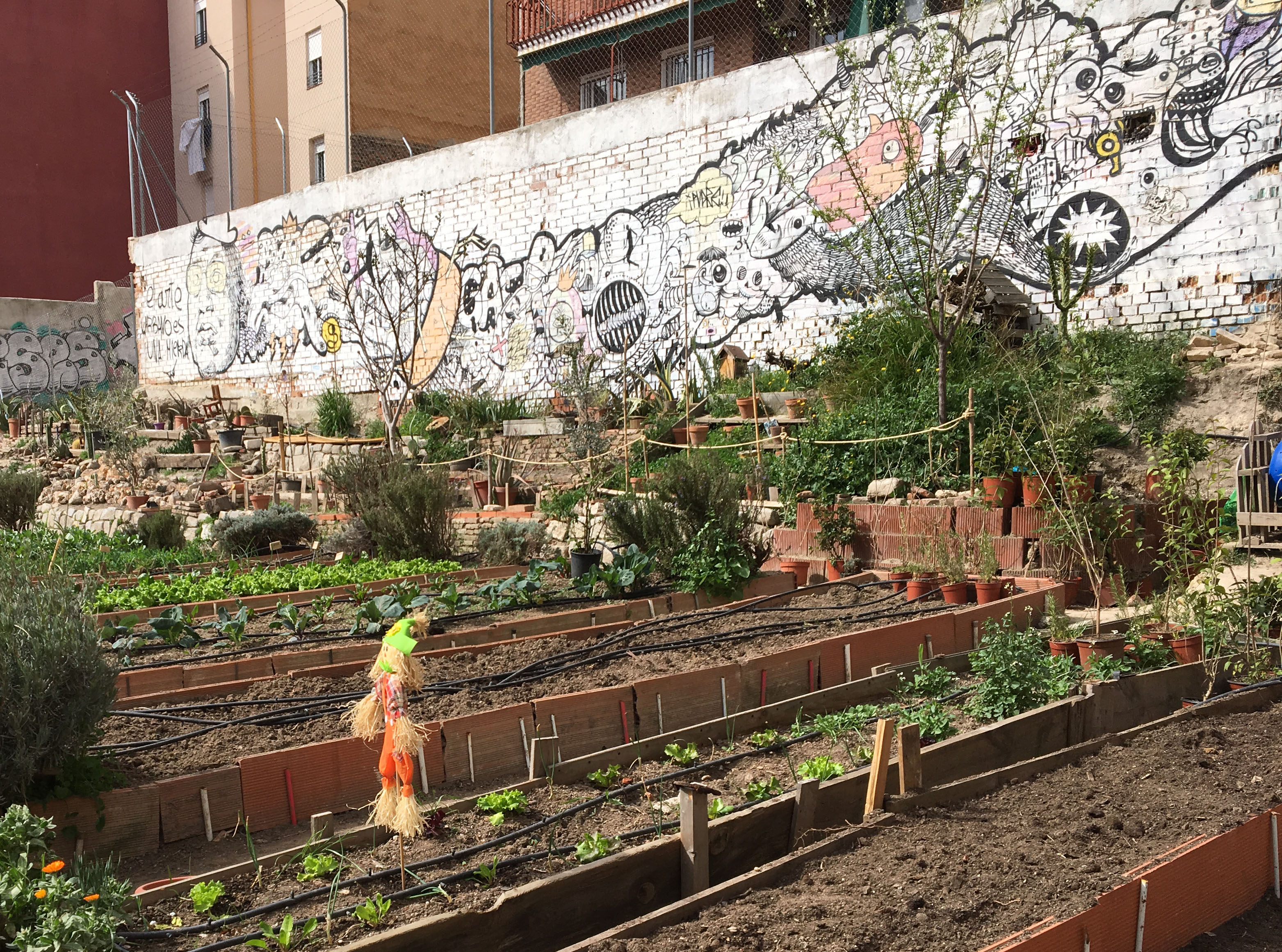
Huerto comunitário de Esta es una plaza

#### Esta es una plaza

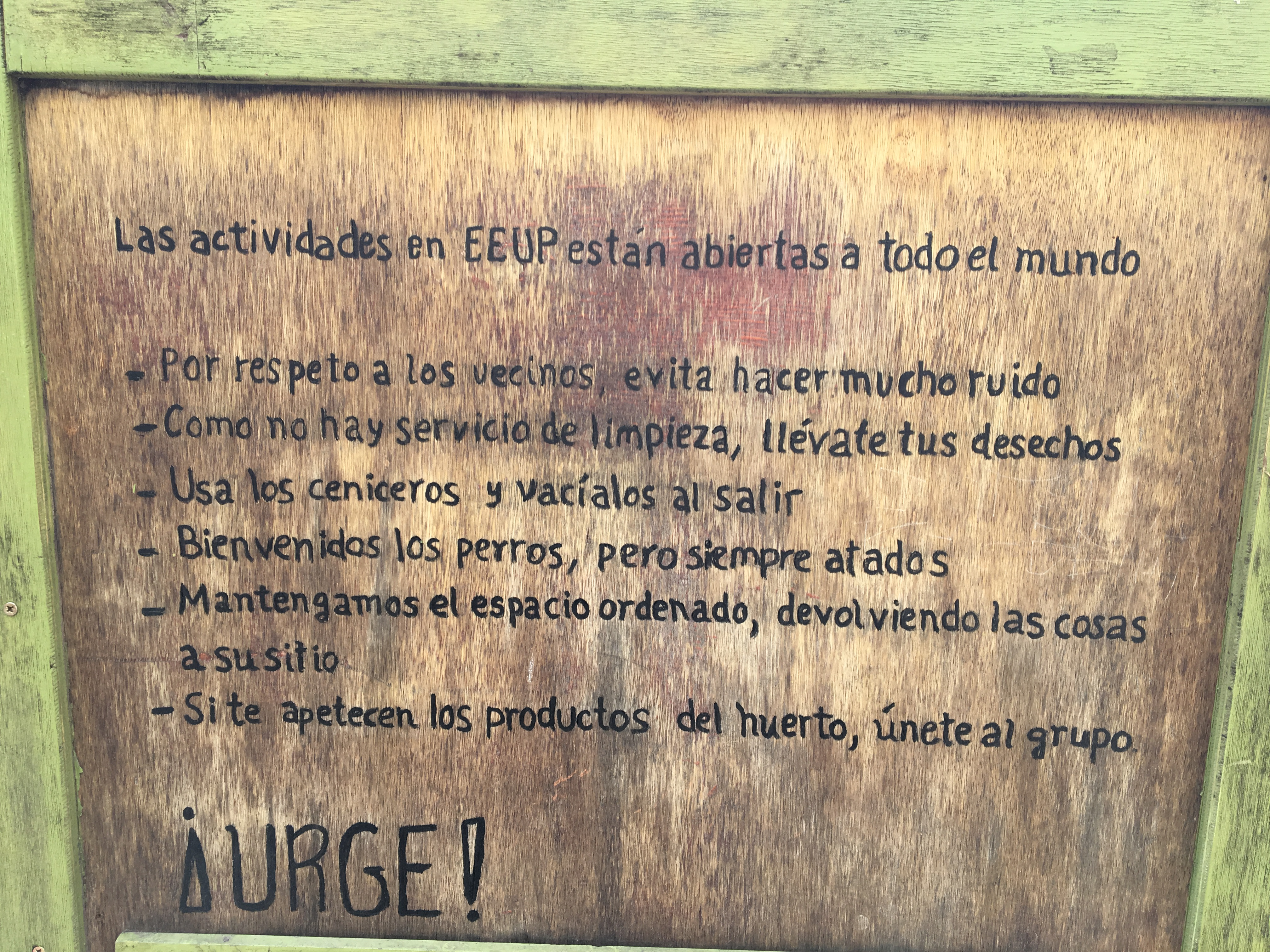
Reglas de funcionamiento de Esta es una plaza

Esta es una Plaza es un proyecto autogestionado en el barrio madrileño de Lavapiés, que busca la convivencia haciendo que el jardín comunitario que custodian sea un lugar de encuentro vecinal que mejore el tejido social; compartiendo conocimientos y defendiendo valores ecológicos, la reutilización y el decrecimiento. Es un proyecto abierto a la ciudad, en el que cualquier persona, sin el requisito previo de pertenecer a la asociación, puede entrar y participar. La finalidad de la asociación es la custodia urbana, entendida como la recuperación, conservación y gestión del espacio público para la ciudadanía.

#### Solar Almendro 3
A partir de un proceso participativo del Ayuntamiento de Madrid, a finales de 2015, vecinos y AMPAS del barrio de La Latina decidieron los usos de un solar abandonado en la calle Almendro, número 3. Con ayuda del colectivo de arquitectos  diseñadores Zuloark y escuchando a los más pequeños, la comunidad diseñó este espacio y se ha implicado en su gestión y dinamización. Su uso principal es el de zona de recreo para los pequeños y mayores del barrio, y ya cuenta con una fuente, arenero y bancos creados en los taludes que acogen las plantas traídas del vivero municipal, entre las que hay palmeras, arizónicas, aligustres, flores de temporada y plantas aromáticas.

### Centros sociales

#### La Ingobernable
La Ingobernable es un centro social de comunes urbanos ubicado en el Centro de Madrid, en un edificio público que estaba vago hacía muchos años y fue ocupado por colectivos de la ciudad. Es autogestionado por las propias personas que lo utilizan y que trabajan para darle vida. Se presenta como un espacio social construido entre todas y para todas, un espacio libre de actitudes sexistas, racistas, homófobas y transfóbicas, construido desde la igualdad y la solidaridad.
Según su web sitio, La Ingobernable es un proyecto feminista, ecologista, mestizo y solidario. Feminista, porque cree que este es el mejor valor que tienen para transformar la sociedad y hacerla más justa, para poner la sostenibilidad de la vida en el centro. Ecologista, porque se oponen a un modo de producción capitalista que lo explota y mercantiliza todo haciendo imposible la vida. Mestiza porque están juntos animales de todos los pelajes para construir en común. Solidaria, porque tiene la justicia social y el apoyo mutuo como un valor central.
Allí son organizadas sesiones de cine, debates, conciertos, encuentros de colectivos, clases de yoga y lenguas y grupos de estudio. El calendario de eventos está disponible en el sitio web y todas las actividades son abiertas para cualquiera.

#### Espacio Vecinal Arganzuela
El miércoles 24 de septiembre de 2014 se reunió en Matadero un grupo de unas 70 personas pertenecientes a varios colectivos para planear, de manera conjunta, un proyecto que avalara la cesión urgente, por parte del Ayuntamiento, de un espacio para su uso autogestionado por las organizaciones sociales y entidades ciudadanas del distrito de Arganzuela, en Madrid.
Desde finales de febrero de 2017, movimientos vecinales, sociales y entidades ciudadanas, después de 2 años y medio de movilizaciones, logran la cesión de 1000 m² del Mercado de Legazpi en el distrito de Arganzuela. Surge así el Espacio Vecinal Arganzuela (EVA), gestionado por una asamblea abierta y democrática que se reúne dos veces al mes y donde las vecinas, vecinos y colectivos del distrito organizan, de manera colaborativa, actividades como cursos, talleres, asesoramiento en economía social, eventos culturales y musicales, además de mantener una biblioteca comunitaria.

#### La Casa Invisible
La Casa Invisible es un centro social y cultural de gestión ciudadana que funciona, desde hace 10 años,  en un inmueble histórico propiedad del Ayuntamiento de Málaga  en el Centro Histórico de la ciudad. El edificio fue okupado en marzo de 2007, y aunque en enero de 2011 se llegó a un acuerdo con el Ayuntamiento de Málaga, la Junta de Andalucía y la Diputación de Málaga, a día de hoy, aún no se ha producido la cesión del inmueble.1

### Cuidados

#### Red de Huertos Urbanos
La Red de Huertos Urbanos de Madrid es una iniciativa impulsada por ciudadanos que se dedican a la agricultura comunitaria. Surgió para visibilizar la agricultura urbana madrileña, dar respuesta a las necesidades de las huertas urbanas de recibir apoyo mutuo y compartir conocimientos, experiencias, insumos, etc. Uno de los objetivos de la red es crear un punto de encuentro entre las iniciativas de agroecología comunitaria en la ciudad y avanzar hacia un modelo de ciudad que se interese por temas como la educación ambiental, la soberanía alimentaria, los canales cortes de distribución de productos, los grupos de consumo, la movilidad sostenible, el agrocompostaje, etc.

Para pertenecer a la red es necesario solo cultivar de forma ecológica, ser un espacio público y funcionar de manera autogestionada.

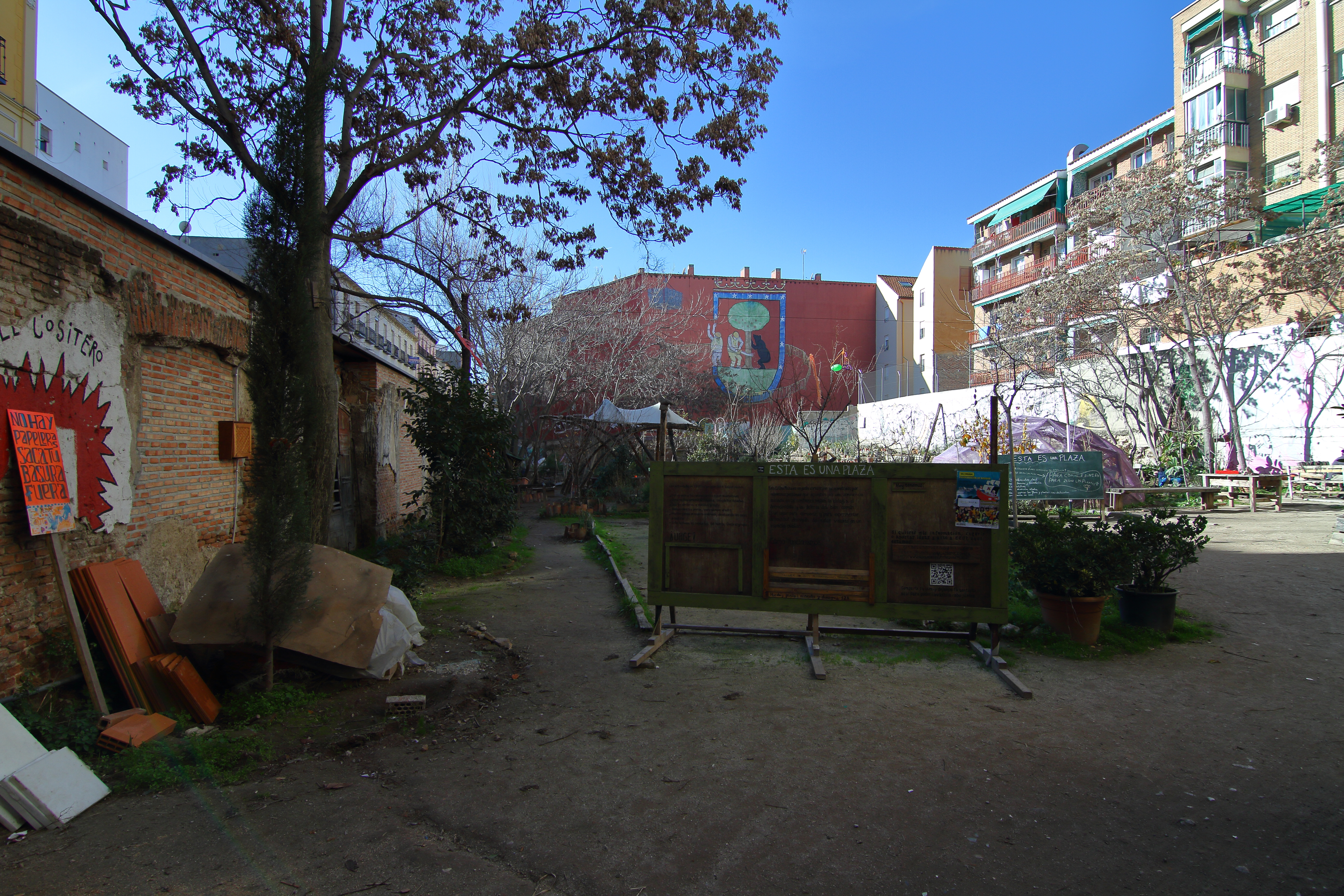
Preparación de huerto urbano en Esta es una Plaza, Lavapiés, Madrid.
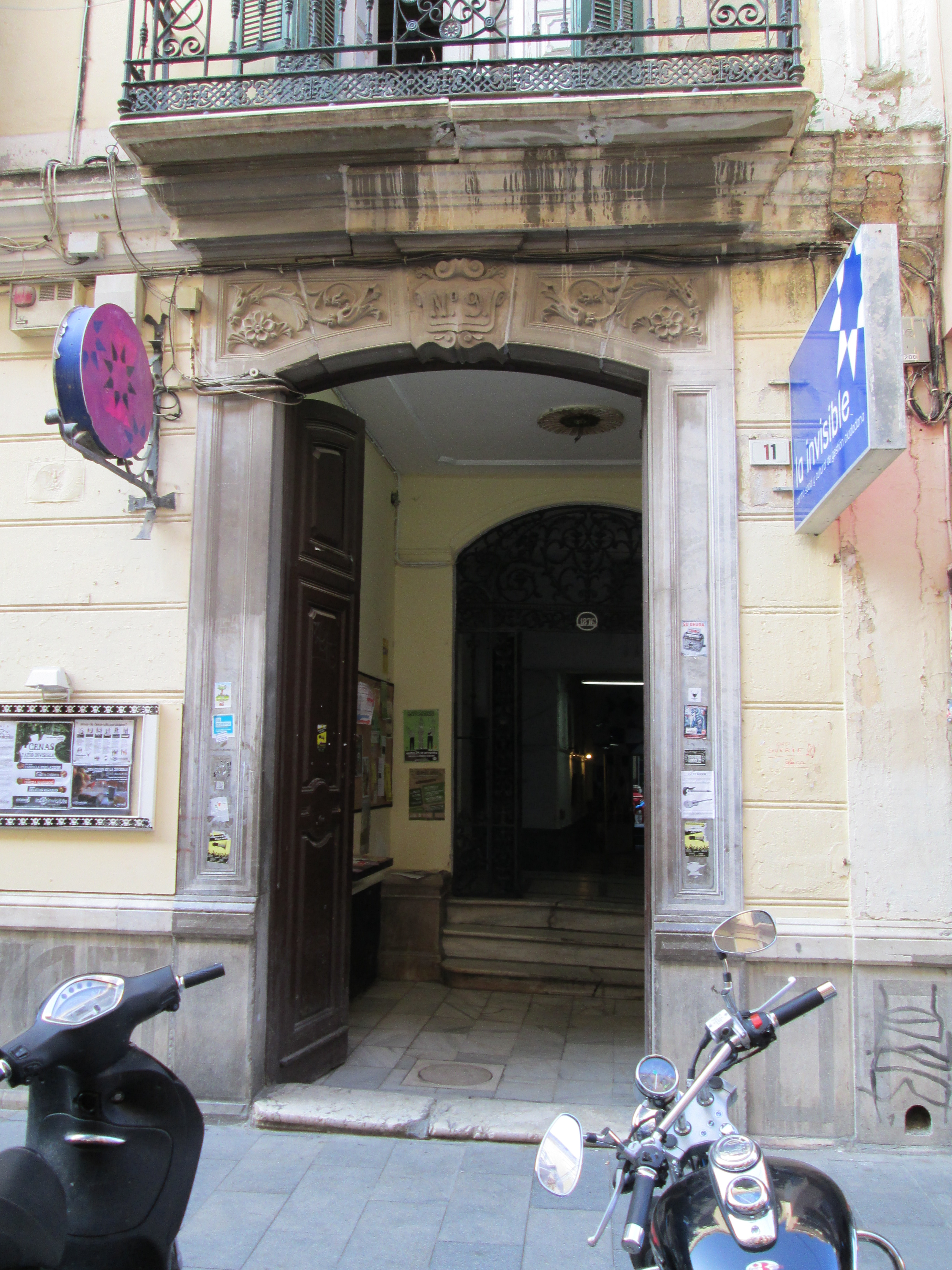
La Casa Invisible, Málaga
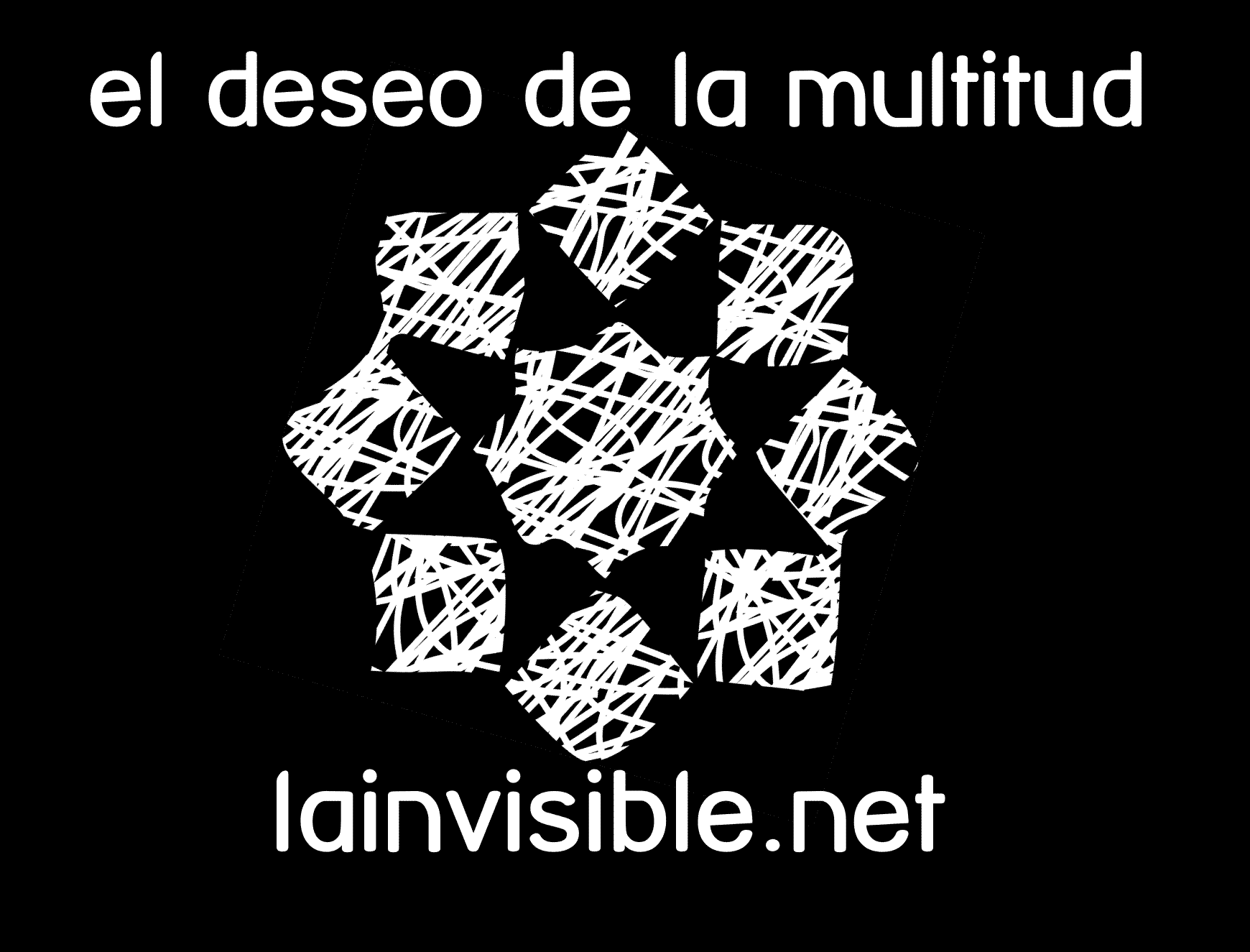
Logo de La Casa invisible
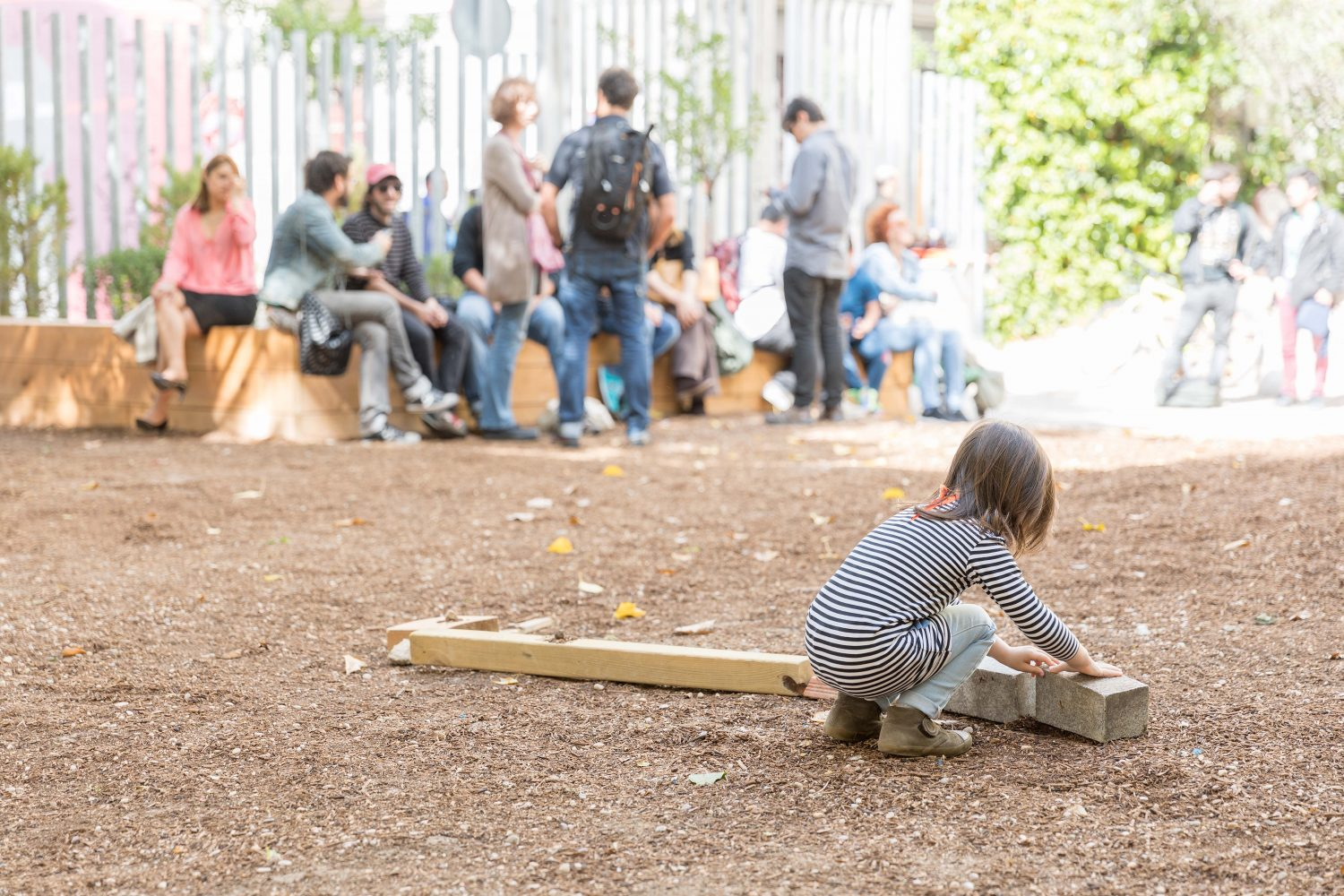
Solar Almendro 3, La Latina, Madrid
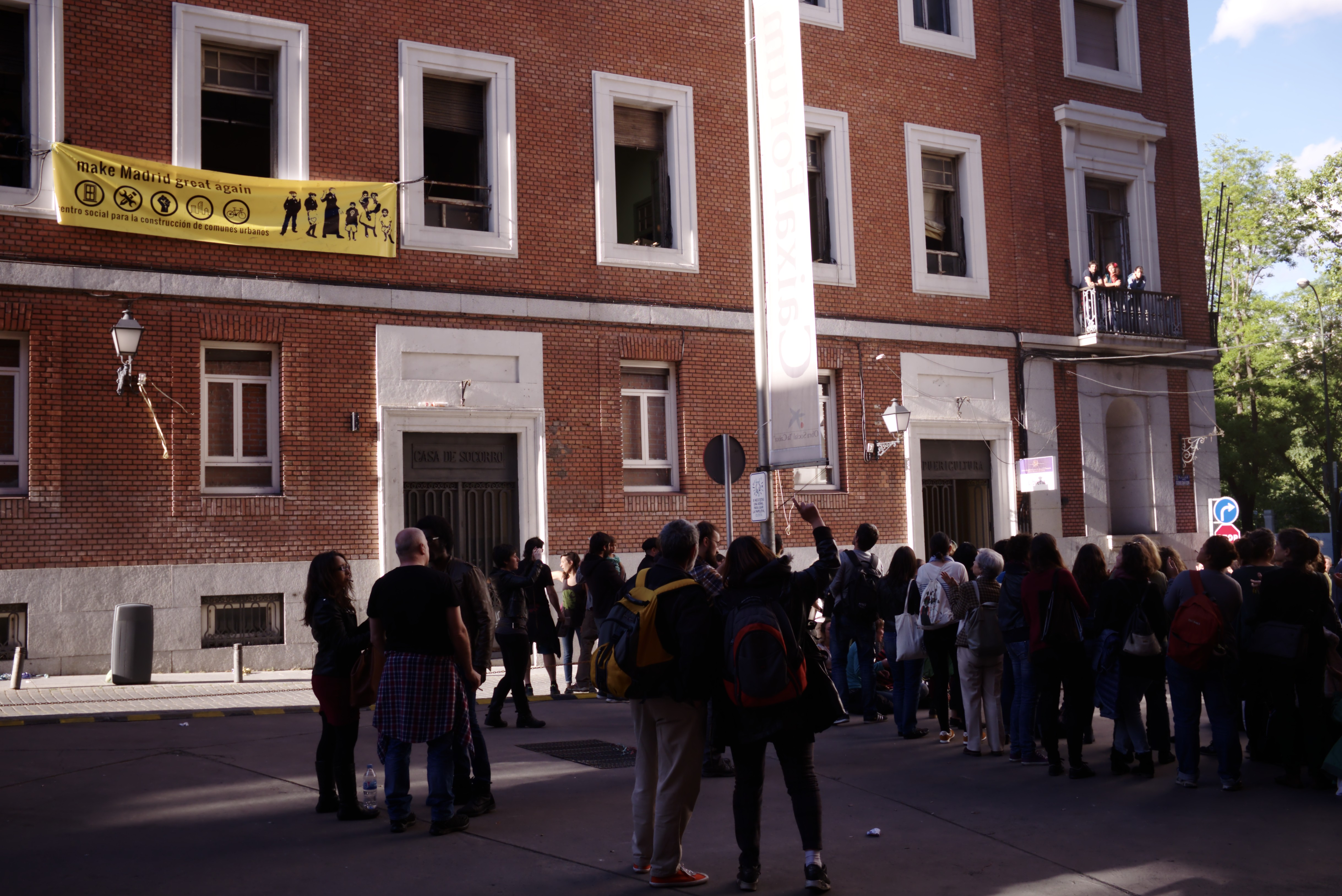
La Ingobernable, Centro Social ocupado en Las Letras, Madrid.
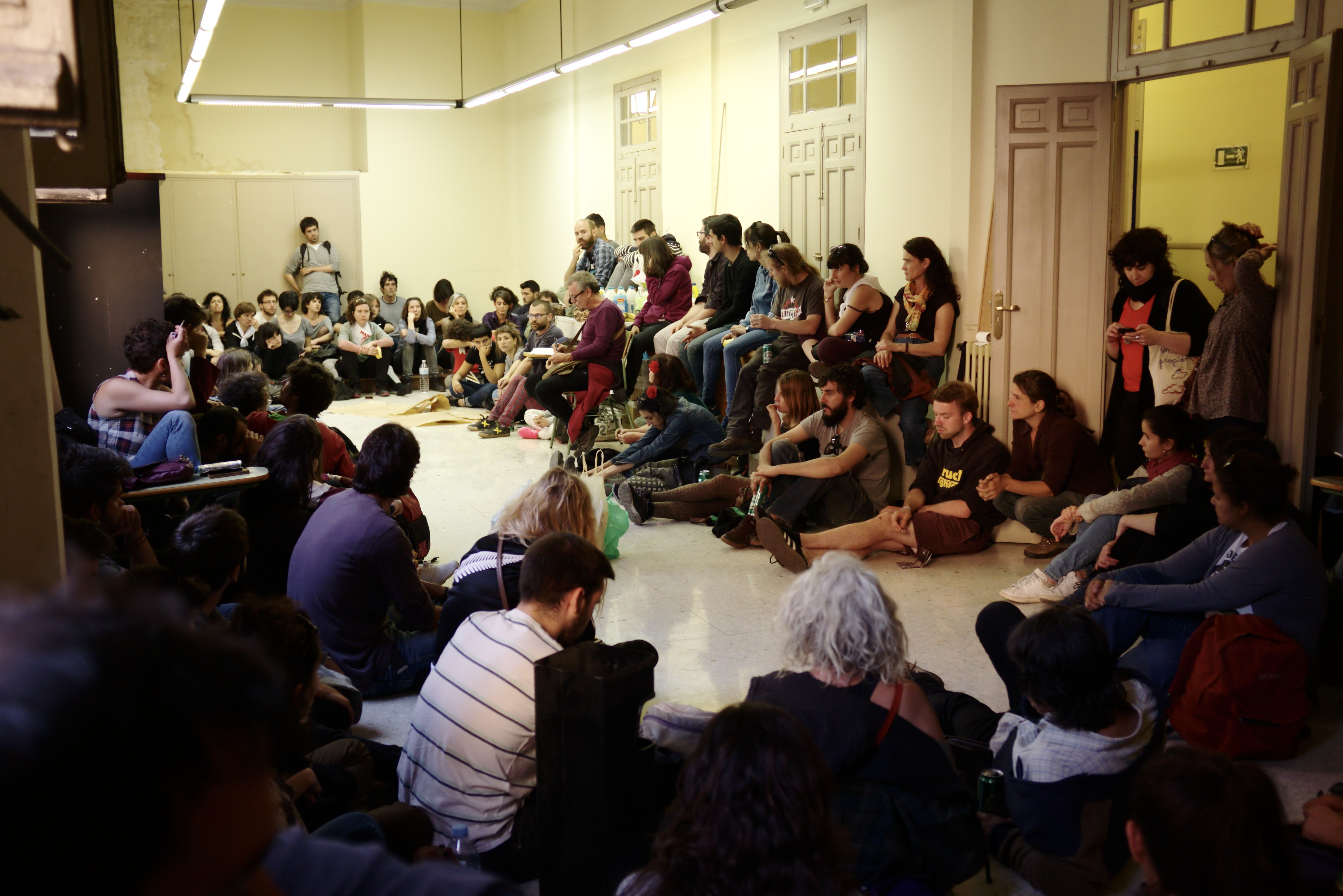
Asamblea de La Ingobernable.
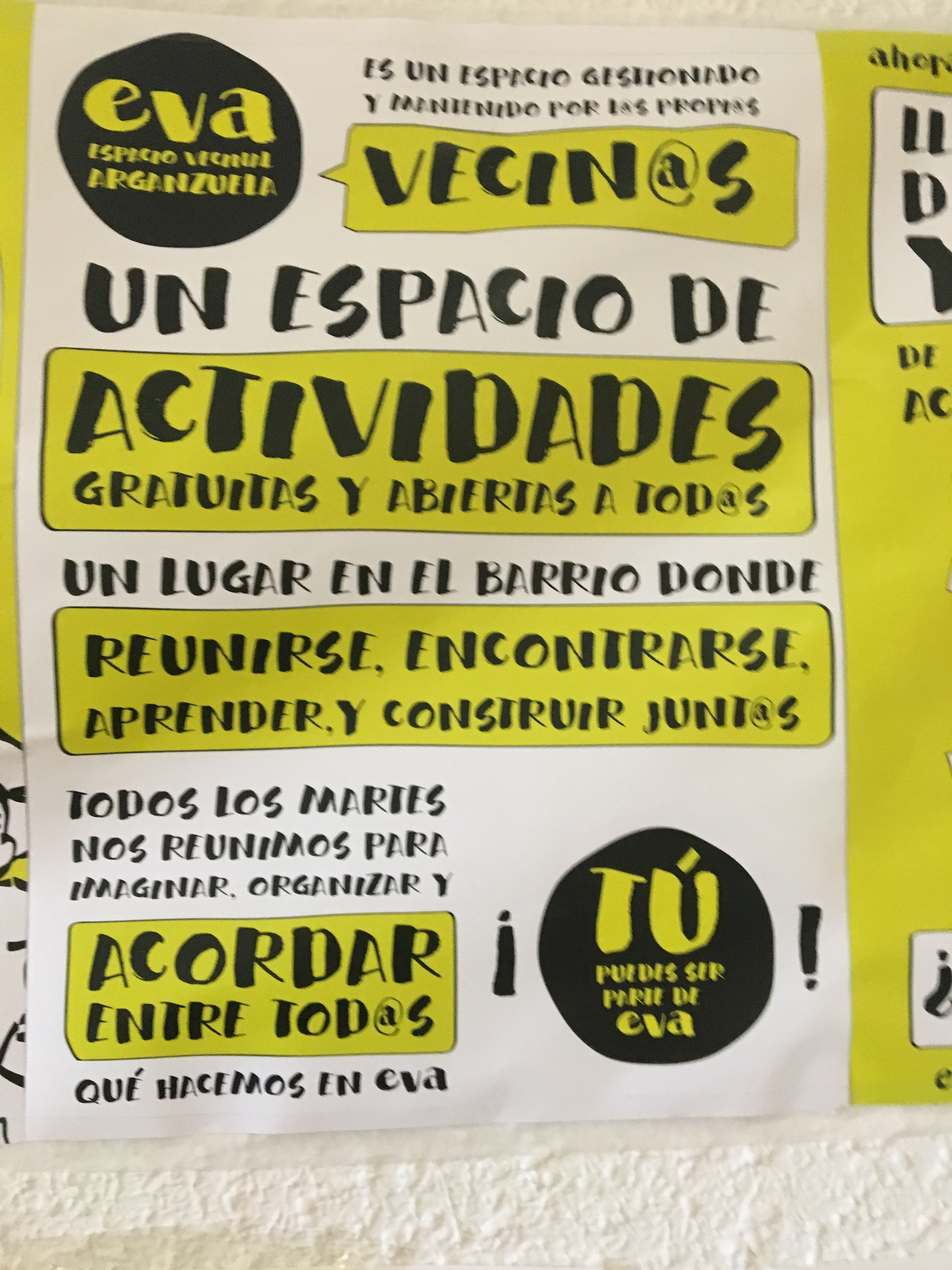
Carteles en las paredes del Espacio Vecinal Arganzuela (EVA): construcción en común
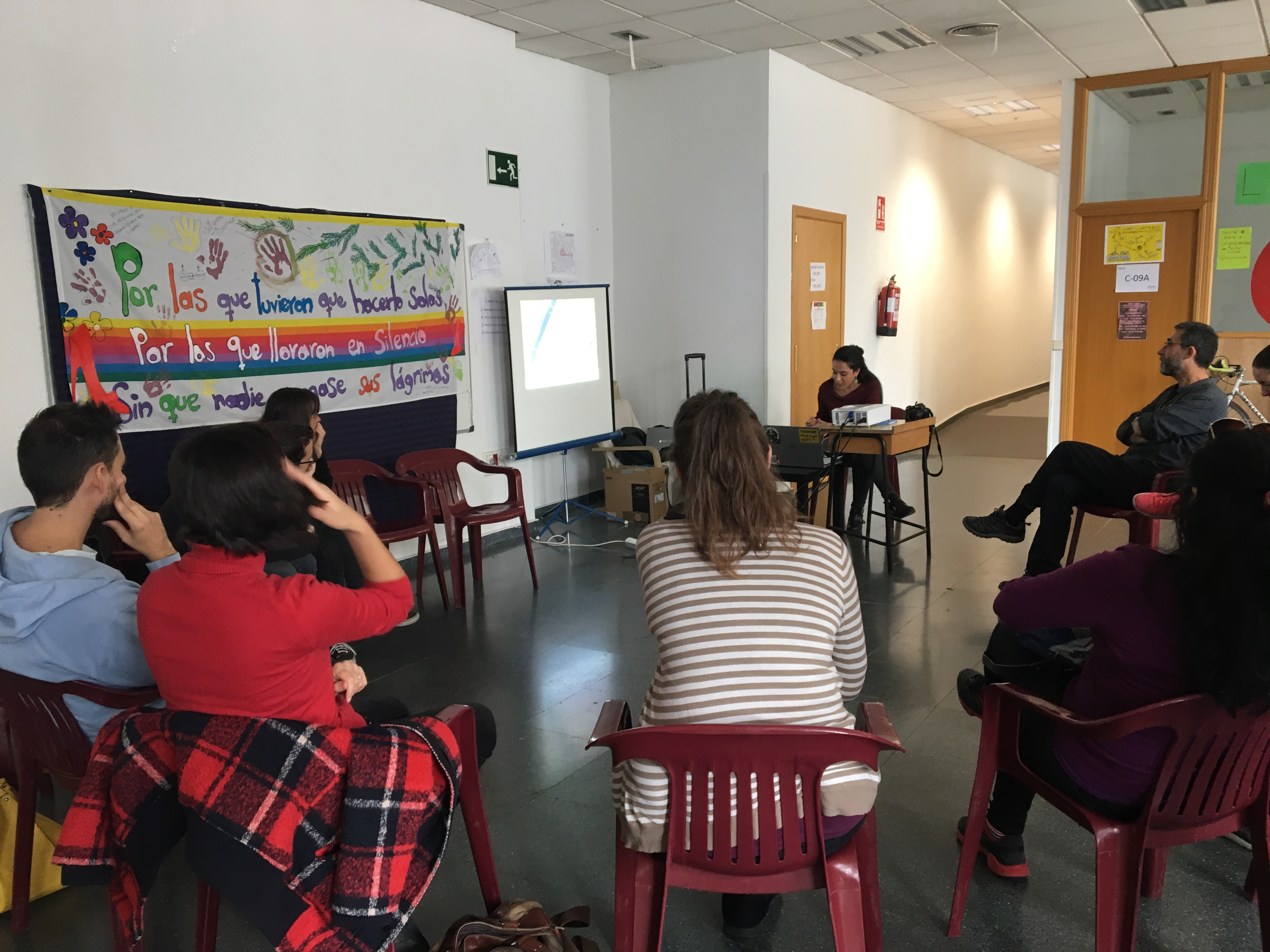
Representantes de La Ingobernable, de la Casa Grande de Pumarejo y de EVA debaten la organización de los centros sociales autogestionados.